# Purperbruine mycena
De purperbruine mycena (Mycena purpureofusca) is een paddenstoel uit de familie Mycenaceae. Hij leeft saprotroof op verterend naaldhout in naaldbossen op zowel zure als kalkhoudende bodem, zeer zelden op loofhout.

## Kenmerken
Hoed
De hoed is kegelvormig tot klokvormig, wordt naarmate hij ouder wordt platter en bereikt een diameter van 0,5 tot 2,5 cm. De hoedrand is aanvankelijk meestal naar binnen gekruld. Het hoedoppervlak is het begin bedekt met kleine witte haartjes, maar wordt later glad. Het is enigszins hygrofaan en als het vochtig is, is het enigszins doorschijnend, zodat de omtrek van de lamellen eronder zichtbaar is. De kleur is donkerpaars in het midden en vervaagt tot bleek lila aan de randen; oudere exemplaren zijn paarsgrijs. 
Lamellen
De smalle lamellen hebben een oplopende bevestiging aan de steel en zijn nauw versierd. De lamelsnede is donker grijspaars gekleurd. Ze staan enigszins dicht bij elkaar, met een bleke tot grijsachtige kleur en donkergrijsachtig paarse randen die soms omzoomd zijn. In totaal rijken 20 tot 30 lamellen de steel.
Steel
De buisvormige steel is 3 tot 10 cm lang en 1 tot 3 mm dik. Het is taai en kraakbeenachtig, en de basis is bedekt met witte haren. Over het algemeen is de kleur die van de hoed of bleker, en vaak bleker aan de bovenkant. 
Geur en smaak
Het vlees is dun en soepel, met een textuur die lijkt op kraakbeen. Het is aanvankelijk paarsgrijs en wordt op latere leeftijd bleeklila tot wit. De geur en smaak van het vruchtvlees zijn niet onderscheidend. De eetbaarheid van de paddenstoel is onbekend.

### Microscopische kenmerken
De sporen zijn grotendeels ellipsoïde van vorm, amyloïde en hebben afmetingen van 8–10 × 6–7 µm of 10–14 × 6,7–8,5 µm, afhankelijk van of ze afkomstig zijn van basidia met vier of twee sporen respectievelijk. Er zijn overvloedige cheilocystidia op de lamelranden. Ze zijn 30-50 × 7-12 µm groot en zijn fusoïd-ventricose, met punten die breed afgerond zijn. Ze zijn gevuld met een paarsachtig sap en hebben een korrelige inhoud. Het hoedvlees omvat een goed gedifferentieerde cuticula, een duidelijk hypoderm. Gespen in de hyfen zijn zeldzaam of afwezig.

## Ecologie
De vruchtlichamen van Mycena purpureofusca groeien afzonderlijk of in groepen op het rottende naaldhout, met name sparren, dennen en Douglas-sparren. Het wordt vaak aangetroffen op rottende dennenappels. In een Europees onderzoek werd ontdekt dat de schimmel op boomstammen groeide in een staat van verval, waarbij het hout grotendeels hard was, waarbij het grootste deel van de bast overbleef, tot hout dat zo verrot was dat het overal grotendeels zacht was.

## Verspreiding
In Noord-Amerika is de schimmel gerapporteerd uit North Carolina, Tennessee, New York, Michigan, Montana, Idaho, Washington, Oregon, Californië, Virginia en South Dakota. In Canada is het gevonden in Ontario. Smith merkte op dat collecties uit Michigan waarschijnlijk te vinden zijn op oude hemlocksparren die in de grond liggen, waar het meestal afzonderlijk vruchten bevat; het heeft de neiging om in clusters op boomstammen en stronken te groeien. In Europa is het opgenomen vanuit Groot-Brittannië, Schotland, Tsjechië, Polen, Duitsland en Turkije. In Groot-Brittannië wordt de schimmel vaak aangetroffen in Caledonische dennenbossen en wordt hij beschouwd als een indicatorsoort voor dat habitattype.
De paddenstoel komt in Nederland vrij algemeen voor.

## Taxonomie
De soort werd voor het eerst beschreven als Agaricus purpureofuscus door de Amerikaanse mycoloog Charles Horton Peck in 1885. De typecollectie werd gemaakt in Caroga (New York) van een met mos bedekte sparrenstam. Pier Andrea Saccardo bracht het in 1887 over naar Mycena en gaf het de naam waaronder het momenteel bekend staat. William Alphonso Murrill verplaatste het in 1916 naar Prunulus, maar dit geslacht is sindsdien ondergebracht in Mycena. In 1879 beschreef Petter Karsten een in Scandinavië gemaakte collectie als Mycena atromarginata var. fuscopurpurea, maar Rudolph Arnold Maas Geesteranus plaatste dit later in synoniem met M. purpureofusca. Een ander synoniem is volgens Maas Geesteranus Mycena sulcata, beschreven door Josef Velenovský in 1920 vanuit Tsjechoslowakije.
Alexander H. Smith classificeerde de soort in sectie Calodontes, ondersectie Ciliatae van Mycena in zijn monografie uit 1947 over Noord-Amerikaans Mycena. Rolf Singer plaatste het in de sectie Rubromarginata in zijn The Agaricales in Modern Taxonomy uit 1986, een groep die wordt gekenmerkt door duidelijke rode lamelsnede. De soortnaam purpureofuscus combineert de Latijnse woorden purpur (paars) en fusco (donker of schemerig). 

## Toepassingen
Mycena purpureofusca is onderzocht op zijn potentie om industriële kleurstoffen te ontkleuren. Deze kleurstoffen, die worden gebruikt bij het verven en printen van textiel, zijn moeilijk afbreekbaar vanwege hun sterk gestructureerde organische verbindingen en vormen een grote bedreiging voor het milieu. Het schimmelmycelium produceert hoge niveaus van laccase, een oxidoreductase-enzym. Laccases worden veel gebruikt in de biotechnologie en de industrie vanwege hun vermogen om verschillende recalcitrante verbindingen af te breken. M. purpureofusca laccase breekt Remazol Brilliant Blue R efficiënt af, een industrieel belangrijke kleurstof die vaak wordt gebruikt als uitgangsmateriaal bij de productie van polymere kleurstoffen.
Strobilurine A is geïsoleerd uit de vruchtlichamen. Strobilurines hebben fungicide activiteiten en staan bekend om hun brede fungicide spectrum, lage toxiciteit tegen zoogdiercellen en milieuvriendelijke eigenschappen.

## Foto's

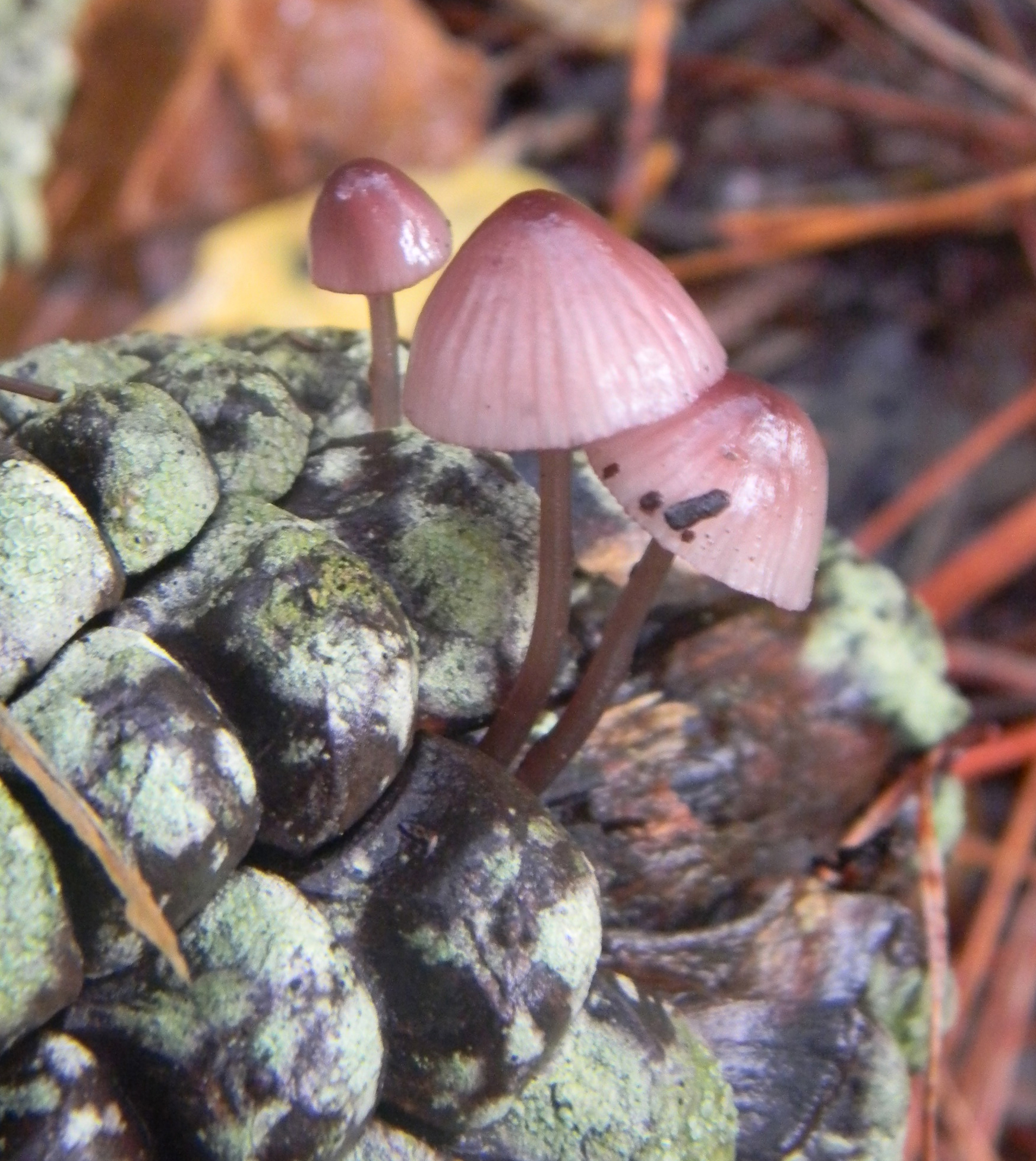
Vruchtlichamen op dennenappels
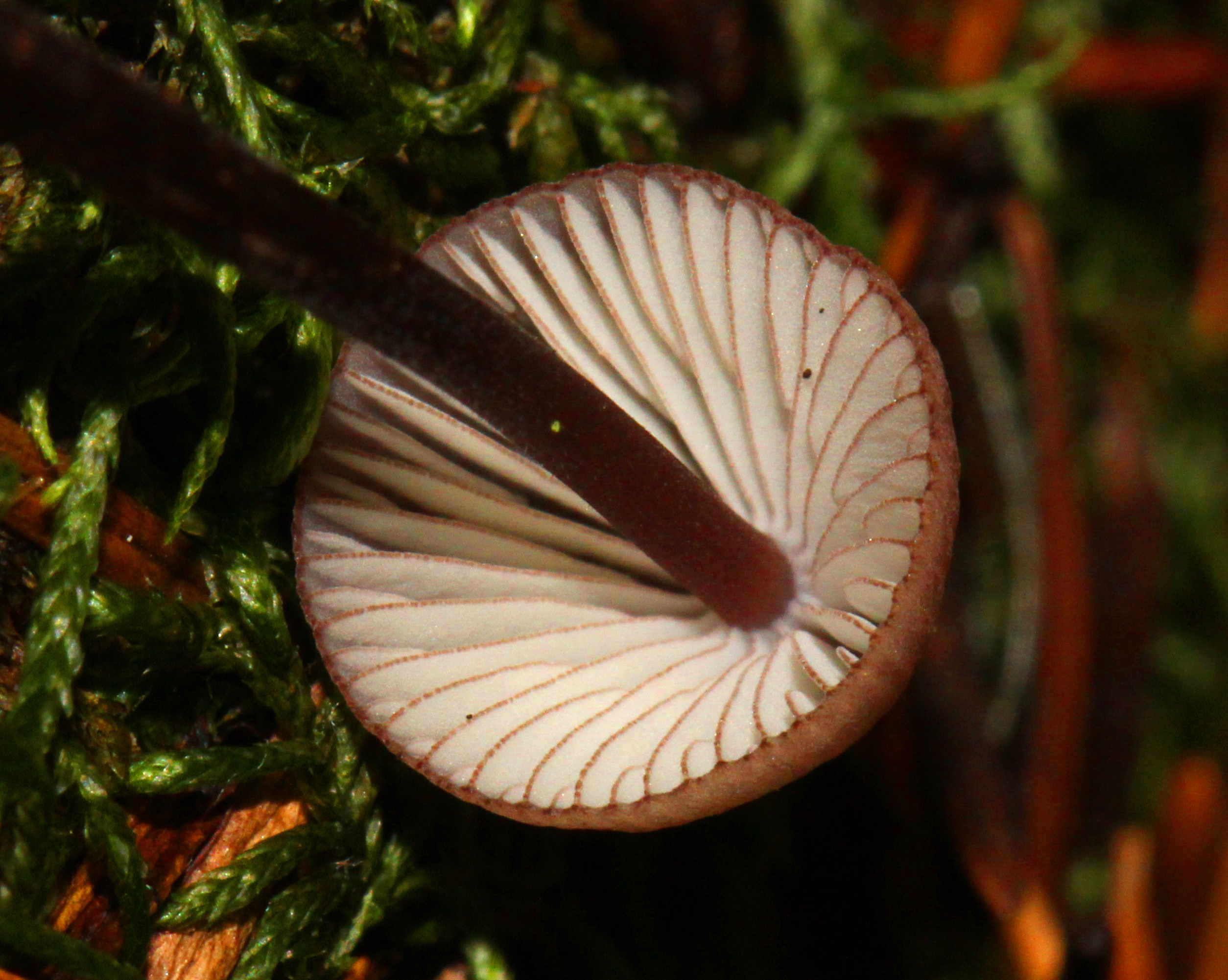
Lamelsnede